# Gert Verhulst

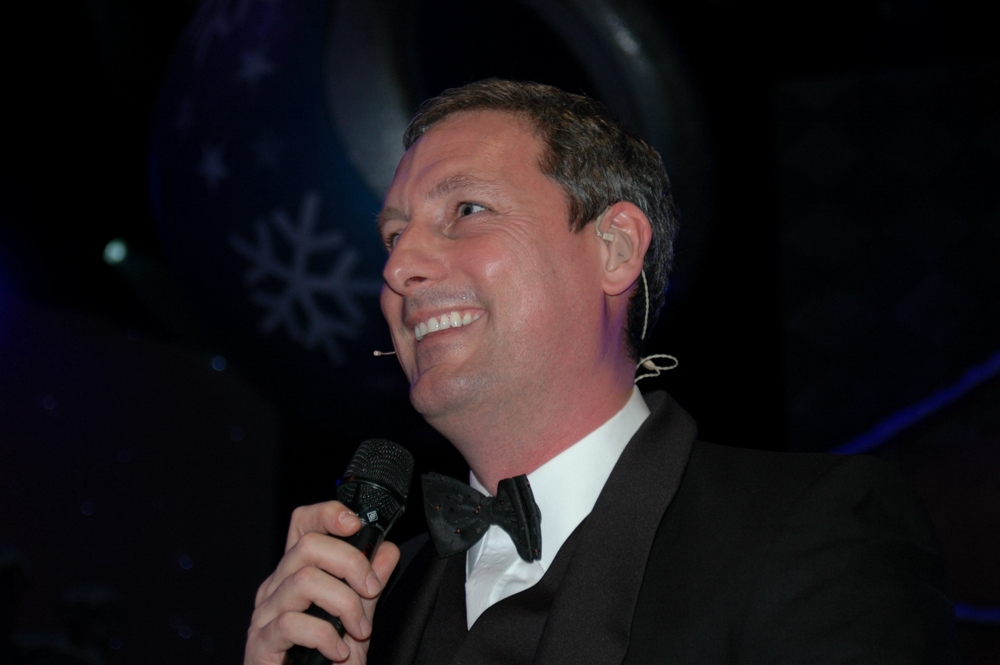
Gert Verhulst (2009)

Gert Verhulst (* 24. Januar 1968 in Berchem) ist ein belgischer Schauspieler, Drehbuchautor, Filmregisseur, Moderator und Unternehmer. Er ist bekannt als Gert in der Fernsehserie Samson en Gert und ist außerdem Leiter der Produktion Studio 100.

## Karriere
Verhulst arbeitete zunächst als Moderator für den belgischen Rundfunksender BRT. 1990 startete er die Kinderserie Samson en Gert, der sich zu einer der beliebtesten Kinderserien in Belgien und den Niederlanden entwickelte. Von 1992 bis 1997 präsentierte Verhulst sein selbst erfundenes Sprachspiel Zeg eens Euh!. 1997 ging Verhulst zum Fernsehsender VTM und präsentierte da die Fernsehserie Wat zegt u?, wo er noch im selben Jahr mit Moderator Jacques Vermeire die Fernsehserie Linx vorstellte. 1998 moderierte Verhulst für einige Wochen die Serie AVRO's Sterrenslag, nachdem Moderator Herbert Bruynseels erkrankt war.

## Studio 100
1996 gründete Gert zusammen mit Danny Verbiest und Hans Bourlon das Unternehmen Studio 100. Neben Samson en Gert erfand er auch u. a. Kabouter Plop, Wizzy en Woppy, Big en Betsy, Bumba, Piet Piraat, Mega Mindy, Het Huis Anubis und Hotel 13. Außerdem erarbeitete Verhulst Musicals wie Schneewittchen, Aschenputtel, Robin Hood und Dornröschen.
Im Februar 2005 schätzt die Het Nieuwsblad das Vermögen des Unternehmens-Boss auf ca. 15 Millionen Euro. Seine Produktionsstätte hat inzwischen einen Umsatz von 73 Millionen Euro und macht jährlich 5 Millionen Euro Gewinn. Bei Studio 100 arbeiten etwa 330 Mitarbeiter.

## Privates
Verhulst hat zwei Kinder aus seiner früheren Ehe, die er 2003 scheiden ließ. Nach seiner Scheidung hatte er von 2005 bis 2007 eine Beziehung mit Karen Damen aus der Band K3. Von 2008 bis 2011 war er mit einer Restaurantbesitzerin aus Blankenberge liiert. 2012 hatte Verhulst einige Monate eine Beziehung mit der neuen Sängerin aus der Band K3 Josje Huisman, die Romanze währte aber nur kurz.